# Yvonne Schweidtmann
Yvonne E. Schweidtmann (* 1959 in Düsseldorf) ist eine deutsche bildende Künstlerin, die vor allem durch ihre Malerei bekannt geworden ist. Neben ihren bildnerischen Arbeiten realisiert sie auch interdisziplinäre Kunstprojekte, die Musik, Tanz und bildende Kunst miteinander verbinden. Schweidtmann lebt und arbeitet in Düsseldorf.

## Leben und Ausbildung
Yvonne E. Schweidtmann studierte zunächst Illustration an der Fachhochschule Düsseldorf mit dem Schwerpunkt Design. Anschließend wechselte sie an die Kunstakademie Düsseldorf, wo sie Freie Malerei bei Beate Schiff studierte. 1995 wurde sie dort zur Meisterschülerin ernannt. Schweidtmann ist Mutter von zwei Kindern.

## Werk
Schweidtmanns Arbeiten zeichnen sich durch eine vielschichtige Bildsprache und intensive Farbgebung aus. Sie verwendet überwiegend Dispersionsfarbe, die sie schichtweise aufträgt, wodurch Texturen und visuelle Tiefe entstehen. Inhaltlich bewegt sich ihr Werk zwischen Abstraktion und Gegenständlichkeit und beschäftigt sich mit Themen wie Figur, Landschaft, Porträt und Stillleben.
Ihr Stil ist expressiv und intuitiv geprägt. Schweidtmann kombiniert oft figürliche Motive mit symbolischen Elementen. Neben der klassischen Malerei entwickelt und leitet sie auch interdisziplinäre Kunstprojekte, die Musik, Tanz und bildende Kunst miteinander verbinden. Ein Beispiel für ein solches intermediales Projekt ist „Hölle“ (2021), ein multimediales Werk, das sich intensiv mit existenziellen Themen wie dem Tod und der menschlichen Psyche auseinandersetzt und die Verarbeitung von Schmerz und Trauma in künstlerischer Form thematisiert.

## Crossover-Projekte (Auswahl)
- Hölle (2021) – In diesem Projekt, das in der Kunsthalle Düsseldorf stattfand, lud Schweidtmann zur Auseinandersetzung mit existenziellen Themen wie dem Tod und der menschlichen Psyche ein. Ihre Arbeiten zu „Hölle“ befassten sich intensiv mit der Frage, wie Schmerz und Trauma in künstlerischer Form verarbeitet werden können.[1]
- Schwarze Flocken, zarte Zeilen (2023) – Eine Performance, die die Verwobenheit von Natur, Trauma und Transformation in Schweidtmanns Kunst thematisiert. Es werden visuelle und akustische Elemente miteinander verbunden, um die Faszination des Vergänglichen zu unterstreichen.[2]
- Kunstwochenende (2023) – Schweidtmann präsentierte ihre Werke zusammen mit der brasilianischen Künstlerin Marlúcia do Amaral im Rahmen eines Kunstwochenendes auf Schloss Benrath. Die Veranstaltung thematisierte die grenzüberschreitende Zusammenarbeit von Künstlern verschiedener Nationen.
- Bruder (2024) – In dieser Ausstellung, die 2024 im Weltkunstzimmer in Düsseldorf stattfand, thematisiert Schweidtmann das Verhältnis von Brüdern und die emotionalen Spannungen in familiären Bindungen. Diese performative Kunstarbeit kombiniert ihre Malerei mit Live-Performance-Elementen.[3]

## Ausstellungen (Auswahl)
(Quelle: )
- 1979: Einzelausstellung, Galerie LFI, Berlin, Düsseldorf, Köln
- 1990: Große Kunstausstellung NRW, Ehrenhof, Düsseldorf
- 2002: Einzelausstellung, Gallery Weissraum, Kyoto, Japan
- 2004: Einzelausstellung, Gallery Weissraum, Kyoto, Japan
- 2007: Kunstfilm „im Dunkeln macht ein kluger Mensch kleine Schritte“, Malkasten, Düsseldorf
- 2008: Einzelausstellung, Steinway-Haus, Düsseldorf
- 2008: Einzelausstellung, Haus Hohenbusch, Erkelenz
- 2013: Gruppenausstellung, Galerie 45, Aachen und Jávea, Spanien
- 2015: Kriegssonaten, Ärztekammer Nordrhein, Düsseldorf
- 2016: Amour Fou[5], Kunst im Hafen, Düsseldorf
- 2018: Art at Last, Open Space Vogelsanger Weg, Düsseldorf
- 2019: Little Landscapes, Salon 37, Düsseldorf
- 2023: Handsome, Kunstverein Mosbach, Mosbach